# Арнульф де Роол
Арну́льф де Роо́л (фр. Arnoulf de Roeux, также известен как Арнульф из Шока, имя при рождении — Арнульф Малеко́рн) (? — 1118) — патриарх Иерусалимский в 1099 и 1112—1118, видный церковный деятель Иерусалимского королевства, участник Первого Крестового похода.

## Биография

### При нормандском дворе
Арнульф Малекорн родился в местечке Шок во Фландрии; предположительно, он был внебрачным сыном деревенского священника. Имя «де Роол» он получил позже, по названию одного из замков графства Эно.
Арнульф обучался богословию в Кане, причём его наставником был архиепископ Ланфранк Кентерберийский. В 1070-х годах ему доверили воспитание Сесилии, дочери Вильгельма Завоевателя, отданной в монахини в раннем возрасте. Учеником Арнульфа был и будущий историк Крестовых походов Рауль Канский, позднее составивший жизнеописание Танкреда Тарентского. Известно, что Арнульф Малекорн занимал высокое положение при нормандском дворе: ему благоволил герцог Роберт Нормандский, а Одо, епископ Байё, был его другом и покровителем.

### Участие в Первом Крестовом походе
Арнульф отправился в Первый крестовый поход в качестве капеллана Роберта Нормандского. Несмотря на поддержку со стороны нормандцев, он не пользовался большой популярностью в войске. Его легкомысленный нрав быстро стал мишенью для насмешек большей части крестоносцев.
После обнаружения «Святого Копья» в Антиохии Арнульф возглавил клириков, усомнившихся в подлинности этой реликвии, и высмеял своих оппонентов, священников из войска Раймунда Тулузского, в результате чего поссорился с самим графом. Он настоял на том, чтобы священник Пьер Бартелеми, якобы нашедший Копьё, прошёл через испытание огнём. Бартелеми выдержал испытание, хотя вскоре и умер от полученных ожогов; этот эпизод существенно подорвал авторитет Арнульфа.
В свою очередь, после взятия Иерусалима крестоносцами в 1099 году Арнульф заявил, что обрёл Святой Крест в храме Гроба Господня. Эта «находка» выглядела не менее подозрительно, нежели обнаружение «Святого Копья», однако вожди похода сочли необходимым поверить словам Арнульфа.

### В Иерусалимском королевстве
1 августа 1099 года Арнульф при поддержке Роберта Нормандского и Готфрида Бульонского был избран патриархом Иерусалима. Момент для этого был выбран крайне удачно, поскольку именно в это время Раймунд Тулузский и Боэмунд Тарентский, главные противники Арнульфа, отсутствовали в городе.
Однако первое патриаршество Арнульфа продлилось недолго — в конце декабря того же года его избрание было признано недействительным, и его место занял ставленник Боэмунда Даимберт Пизанский. Арнульф, перешедший в оппозицию к новому патриарху, удовольствовался саном архидиакона, открывшим ему доступ к большим доходам. Он интриговал против Даимберта Пизанского, однако не смог достичь сколько-нибудь значительных успехов.
После смерти Даимберта и его преемника Гибеллина Арльского Арнульф вновь был избран патриархом (6 апреля 1112 года). Он сразу же занял лояльную по отношению к королевской власти позицию, действуя в интересах короля даже в обход норм церковного права. В частности, он дал Балдуину I разрешение на брак с Аделаидой Савонской, хотя тот всё ещё был официально женат на Арде Армянской. Более того, Арнульф расхищал церковное имущество и земли: в приданое за своей племянницей (или, возможно, внебрачной дочерью) Эммой он отдал её мужу Эсташу Гранье Иерихон со всеми доходами, хотя эти земли принадлежали церкви. В 1115 году папский легат низложил Арнульфа за симонию, однако тот вскоре оправдался перед Папой и с лёгкостью вернул себе власть.
Арнульф де Роол оставался патриархом Иерусалима вплоть до своей смерти в 1118 году.